# Porta Savoia
La Porta Savoia era una delle porte principali della città di Susa e costituisce un pregevole esempio di architettura militare romana in Valle di Susa. Collocata lungo le Mura romane di Susa, oggi si trova a fianco della Cattedrale di San Giusto e prospiciente l'omonima Piazza Savoia. Costituisce, insieme all'Arco di Augusto, uno dei monumento simbolo della città.

## Struttura architettonica

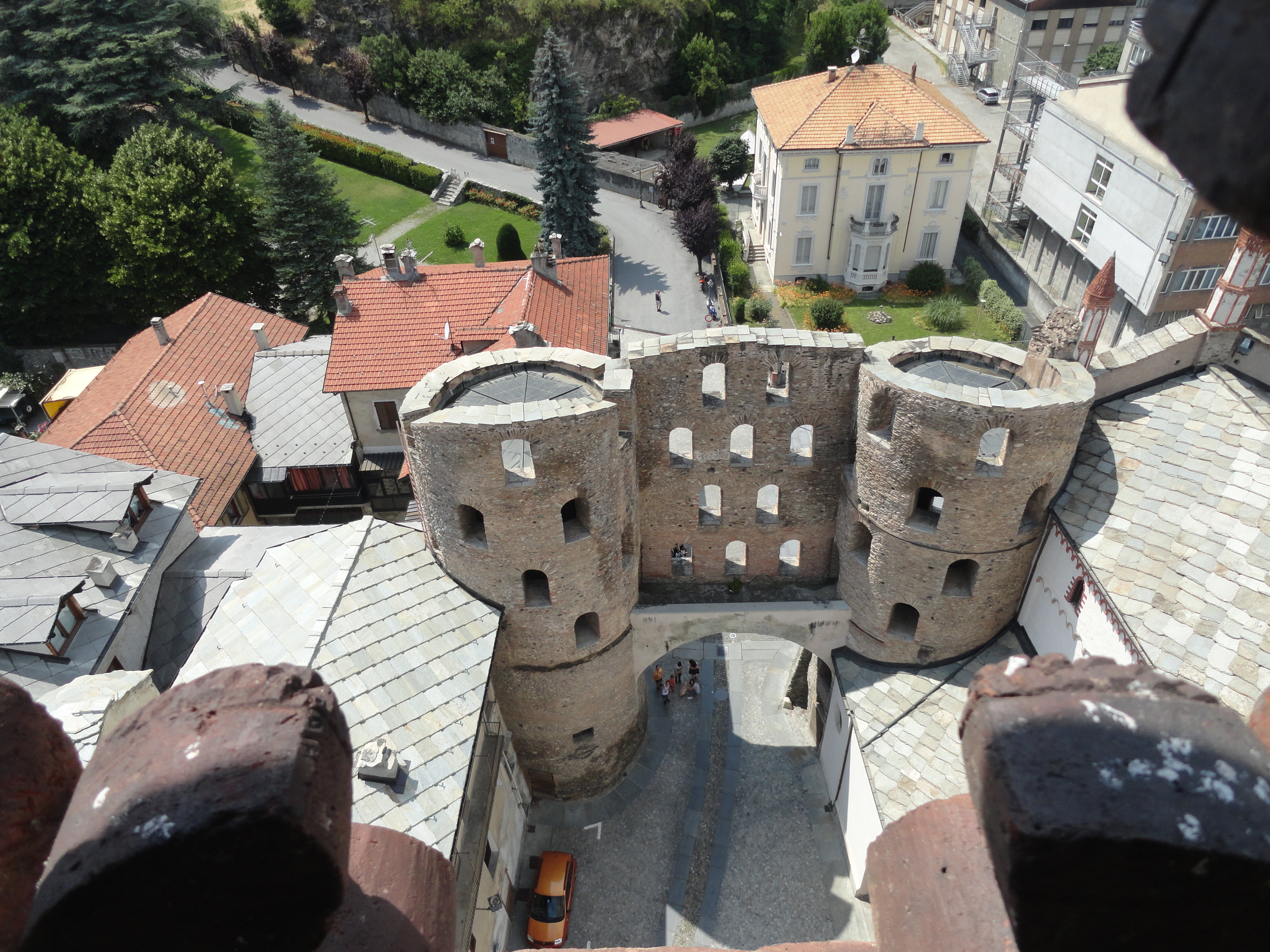
La porta cittadina vista dal campanile della Cattedrale di San Giusto

La porta è costituita da due torri cilindriche fra le quali si trova un interturrio collocato al di sopra della porta carraia. Ciascuna delle due torri è costituita da una parte inferiore alta attualmente circa sei metri fuori terra e da una parte superiore nella quale si aprono monofore costruite in ordine sfalsato per tre piani a ovest e quattro piani (a est probabilmente cinque in origine) .  I vari livelli in origine dovevano essere scanditi da solai in legno, oggi scomparsi. La parte centrale o interturrio presenta quattro ordini di monofore sfalsati che dovevano corrispondere ad altrettanti balconi lignei di collegamento .
La porta carraia è stata ampliata e rialzata nel 1750.

## Origine del nome
La Porta, anche chiamata “del Paradiso” a causa della vicina collocazione del cimitero della Cattedrale di San Giusto, deve il suo toponimo principale alla regione transalpina verso cui dà accesso tramite il Colle del Moncenisio, la Savoia appunto. Questa sua funzione ne faceva la porta più importante di Susa in epoca medievale, dando accesso alla Via Francigena e quindi a tutta l'Europa del Nord, tramite Francia e Germania.